# 3381 Mikkola
3381 Mikkola este un asteroid din centura principală, descoperit pe 15 octombrie 1941 de Liisi Oterma.